# Ouderkerk (gemeente)
Ouderkerk (uitspraakⓘ) was van 1985 tot en met 2014 een gemeente in de Nederlandse provincie Zuid-Holland. De gemeente telde 8.200 inwoners (1 mei 2014, bron: CBS) en had een oppervlakte van 28,53 km² (waarvan 1,42 km² water).
De gemeente was vernoemd naar haar hoofdplaats Ouderkerk aan den IJssel.
De gemeente was op 1 januari 1985 ontstaan bij de gemeentelijke herindeling van gemeenten in de Krimpenerwaard. Hierbij werden de gemeenten Gouderak en Ouderkerk aan den IJssel samengevoegd. Per 1 januari 2015 werd de gemeente Ouderkerk samengevoegd met de gemeenten Bergambacht, Nederlek, Schoonhoven en Vlist tot de nieuwe gemeente Krimpenerwaard.

## Kernen
De gemeente Ouderkerk bestond uit de volgende kernen:
- dorp Gouderak
- dorp Ouderkerk aan den IJssel met de buurtschappen:
  - Lageweg
  - IJssellaan

Het gemeentehuis was gevestigd in Ouderkerk aan den IJssel.

## Topografie
Topografische gemeentekaart van Ouderkerk (september 2014)

## Herindeling
De Gedeputeerde Staten hebben op 3 februari 2009 een commissie ingesteld die moet gaan onderzoeken hoe de gemeente Ouderkerk op kan gaan in een grotere gemeente. Het K5-samenwerkingsverband met de gemeenten Bergambacht, Nederlek, Schoonhoven en Vlist was daarvoor de basis. Dit resulteerde in het Herindelingsadvies Krimpenerwaard van 10 november 2010 en het wetsbesluit op 19 juni 2014. Op 1 januari 2015 zijn de vijf gemeenten gefuseerd tot de nieuwe gemeente Krimpenerwaard.

## Politiek

### Gemeenteraad
De gemeenteraad van Ouderkerk bestond uit 13 zetels. Hieronder staat de samenstelling van de gemeenteraad sinds 1990:
| Gemeenteraadszetels | Gemeenteraadszetels | Gemeenteraadszetels | Gemeenteraadszetels | Gemeenteraadszetels | Gemeenteraadszetels | Gemeenteraadszetels |
| Partij              | 1990                | 1994                | 1998                | 2002                | 2006                | 2010                |
| ------------------- | ------------------- | ------------------- | ------------------- | ------------------- | ------------------- | ------------------- |
| PvdA                | 4                   | 3                   | 4                   | 3                   | 4                   | 3                   |
| VVD                 | 3                   | 4                   | 4                   | 4                   | 3                   | 3                   |
| ChristenUnie        | -                   | -                   | -                   | 2                   | 3                   | 3                   |
| SGP                 | 3                   | 3                   | 3                   | 3                   | 2                   | 3                   |
| CDA                 | 3                   | 3                   | 2                   | 2                   | 1                   | 1                   |
| Totaal              | 13                  | 13                  | 13                  | 13                  | 13                  | 13                  |

### College
Het college van B&W werd gevormd door waarnemend burgemeester J. de Prieëlle (CDA) (van 2009 t/m 2014) en de wethouders R. Boere-Schoonderwoerd (VVD) en T.C. Segers (ChristenUnie).

## Aangrenzende gemeenten vóór 2015
| Aangrenzende gemeenten | Aangrenzende gemeenten | Aangrenzende gemeenten | Aangrenzende gemeenten | Aangrenzende gemeenten |
| ---------------------- | ---------------------- | ---------------------- | ---------------------- | ---------------------- |
| Zuidplas               |                        | Gouda                  |                        | Vlist                  |
|                        |                        |                        |                        |                        |
|                        | Bergambacht            |                        |                        |                        |
|                        |                        |                        |                        |                        |
| Krimpen aan den IJssel |                        | Nederlek               |                        |                        |